# Cubo mágico (matemática)

Um exemplo de um cubo mágico 3 × 3 × 3.

Na matemática, um cubo mágico é uma figura de três dimensões que serve como uma extensão do quadrado mágico, com números inteiros arranjados da forma padrão n x n x n em que a soma de cada linha, cada diagonal e cada coluna do cubo mágico é igual a uma constante mágica, denotada como M3(n). Pode ser mostrado que se o cubo possui os números inteiros 1, 2, ..., n3, a constante mágica será.
{\displaystyle M_{3}(n)={\frac {n(n^{3}+1)}{2}}.}
O quadrado magico e resolvido fazendo que as somas da diagonal, vertical e horizontal dem o mesmo resultado